# ادوارد والتر ماندر
ادوارد والتر ماندر (انگلیسی: Edward Walter Maunder)؛ (۱۲ آوریل ۱۸۵۱–۲۱ مارس ۱۹۲۸)، دانشمند و اخترشناس اهل بریتانیا بود. نام او بیشتر به‌خاطر مطالعهٔ لکه‌های خورشیدی و چرخه مغناطیسی خورشیدی به یادگار مانده‌است. بررسی‌های او منجر به شناسایی دوره‌ای از ۱۶۴۵ تا ۱۷۱۵ برای خورشید شد که اکنون به عنوان کمینه ماندر شناخته می‌شود.

## نوجوانی و زندگی شخصی
ماندر در سال ۱۸۵۱ در لندن، کوچکترین فرزند کشیش جامعهٔ وزلیان متولد شد. وی در کینگز کالج لندن تحصیل کرد اما هرگز فارغ‌التحصیل نشد. وی برای تأمین هزینه‌های تحصیل در یک بانک لندن کار می‌کرد.
در ۱۸۷۳ ماندر به رصدخانه سلطنتی بازگشت و به عنوان دستیار طیف‌سنجی موقعیتی بدست آورد. اندکی بعد، در سال ۱۸۷۵، وی با «ادیث هانا بوستین» ازدواج کرد که از او دارای پنج فرزند، ۳ پسر، ۲ دختر شد.
پس از فوت ادیث در سال ۱۸۸۸، در سال ۱۸۹۰ با «آنی اسکات دیل راسل» (بعداً آنی راسل ماوندر، ۱۸۶۸–۱۹۴۷)، ریاضیدان و اخترشناسی که دانش‌آموختهٔ کالج گیرتون کمبریج بود، ملاقات کرد و تا پایان عمر با او همکاری کرد. وی از سال ۱۸۹۰ تا ۱۸۹۵ به عنوان «رایانه بانو» در رصدخانه کار می‌کرد.
در سال ۱۸۹۵ ماندر و راسل ازدواج کردند. در سال ۱۹۱۶ آنی ماندر یکی از نخستین زنانی بود که توسط انجمن سلطنتی اخترشناسی به عضویت پذیرفته شد.

## مشاهدات خورشیدی

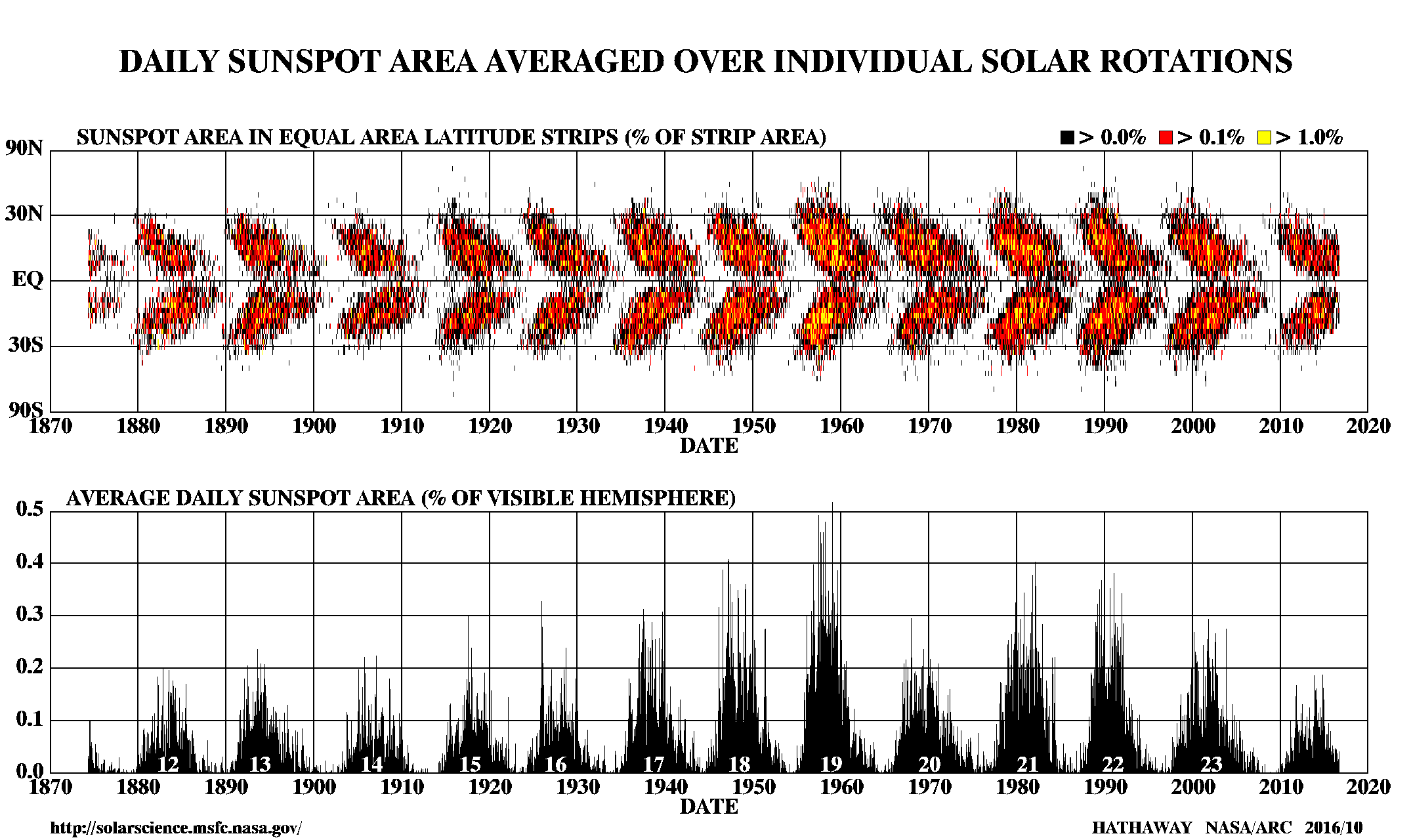
Figure 2: A modern version of the Mauders' sunspot "butterfly diagram". (This version from the solar group at NASA Marshall Space Flight Center.)